# روكسارسون
 روكسارسون  هو الاسم الشائع لـ 4-هيدروكسي-3-نترو بنزن حمض الزرنيخون، وهو مركب كيميائي من مركبات الزرنيخ العضوية له الصيغة C6H6AsNO6. وهو من مشتقات حمض فينيل الأرسونيك.

## التاريخ
ذكر مركب الروكسارسون لأول مرة في براءة اختراع بريطانية عام 1923 تصف نترتة وديأزة حمض الأرسانيليك. بحلول عام 1930، أجريت بحوث على مركبات الزرنيخ العضوية لايجاد دواء لداء الأكريات Coccidiosis، وهو مرض طفيلي تسببه العدوى القاتلة من طفيليات الأكريات coccidia، والتي يمكن أن تسبب مشاكل معوية واضطرابات في النمو عند الحيوانات. لكن هذه الأبحاث لم تحظ بذلك الاهتمام إلى حين عام 1945 حيث قام مورهاوس Morehouse ومايفيلد Mayfield بمراجعة فوائد الروكسارسون في القضاء على الأكريات. · .

## الاستخدامات
يستخدم الروكسارسون كمادة مضافة لعلف الدواجن. حيث أنتج منه ألف طن عام 2006 في الولايات المتحدة.
تبين أن إضافة الروكسارسون بنسبة 20 إلى 40 مغ لكل كغ من علف الدواجن يؤدي إلى تحفيز النمو وزيادة الشهية وزيادة إنتاج البيض، كما وجد أنه يؤدي إلى تلون الريش ووفرته. على الرغم من الروكسارسون يحوي الزرنيخ، فإنه ليس ساماً بالنسبة للحيوان نفسه، لكن أنسجته تحوي على آثار من الزرنيخ.
يطرح الروكسارسون من الدواجن مع الفضلات، والتي تستخدم أحياناً كسماد. تحدث عمليات تحلل حيوي بشكل متفاوت السرعة وذلك أثناء تخزين السماد أو تحويله.  · .  يتحلل المركب إلى مركبات عضوية ولاعضوية مختلفة 
 ·  ، لكن الزرنيخ الخماسي هو ناتج التحلل الرئيسي. هنالك عدة عوامل تسرع من عملية التحلل الحيوي مثل أشعة الشمس وهطول الأمطار والتفاعلات الحيوية واللاحيوية، كما تلعب قيمة الأس الهيدروجيني دوراً في تسريع العملية، حيث أنها في الأوساط الحمضية أسرع من المتوسط.

## مشاكل بيئية
إن ما بين 70-75 ٪ من الزرنيخ في علف الدواجن قابل للذوبان في الماء. · . مما يعني أن الزرنيخ الناتج عن عملية التحلل قد يتسرب بسهولة ويلوث كل من التربة والمياه السطحية والجوفية. · .